# 奥姬蜂属
奥姬蜂属（学名：Auberteterus）是姬蜂科下的一个属。

## 下属物种
本属包括以下物种：
- 夹色奥姬蜂 Auberteterus alternecoloratus (Cushman, 1929)
- Auberteterus spec (Cushman, 1929)